# Chaetosphaeria chaetosa
Chaetosphaeria chaetosa är en svampart som beskrevs av Kohlm. 1963. Chaetosphaeria chaetosa ingår i släktet Chaetosphaeria och familjen Chaetosphaeriaceae.   Inga underarter finns listade i Catalogue of Life.